# Parque Herbario Nacional
El Parque Herbario Nacional (en birmano: အမျိုးသား ဆေးဖက်ဝင် အပင်များ ပန်းခြံ) es un espacio de 200 acres ( 0,81 kilómetros cuadrados ) que está situado cerca de la carretera Naipyidów - Taungnyo en Naipyidó, Myanmar. Posee Más de 20.000 plantas herbales y medicinales, que representan a más de 700 especies de los distintos estados y divisiones de Birmania, y que se cultivan en el parque. El parque de hierbas es parte de los esfuerzos del gobierno para proteger y preservar las hierbas del agotamiento y la extinción y para mantener vivo el sistema tradicional de medicamentos del país. Se inauguró el 4 de enero de 2008. No hay que pagar una cuota para la entrada.